# 関満博
関 満博（せき みつひろ、1948年3月31日 - ）は、日本の経営学者。元明星大学経済学部教授、一橋大学名誉教授。地域経済総合研究所評議員。専門は産業論、中小企業論、地域経済論。富山県小矢部市生まれ。

## 人物
現場主義を標榜する。「日本の製造業が危ない…体系だった後継者育成をしなければならない」と、5年前からは全国の工業集積地などで私塾を展開。現在では13の都市・地域で塾が動いている。最新では茨城県の日立市・ひたちなか市の「ひたち立志塾」と東京都八王子市の「はちおうじ未来塾」（顧問）がある。関が塾頭などを務め、各地の塾で若手経営者にエールを送っている。
ゼミ指導学生に社会起業家の尾野寛明などがいる。

## 略歴

### 学歴
- 1971年 成城大学経済学部卒業（指導教員：中川和彦）
- 1976年 同大学院経済学研究科博士課程単位取得退学
- 1998年 博士（経済学）（成城大学）（博士論文「上海の産業発展と日本企業」）

### 職歴
- 1973年 東京都商工指導所勤務
- 1989年 東京情報大学経営情報学部専任講師
- 1993年 助教授
- 1995年 専修大学商学部助教授
- 1998年 一橋大学商学部教授
- 2000年 同商学研究科教授
- 2011年 退任、名誉教授、明星大学経済学部教授
- 2018年 明星大学経済学部教授を退任

### 社会的活動
- 2013年 地域経済に関する有識者懇談会委員（第2次安倍内閣）

## 受賞歴
- 1984年 第9回中小企業研究奨励賞特賞 『地域経済と地場産業』
- 1994年 第34回エコノミスト賞 『フルセット型産業構造を超えて』
- 1997年 第19回サントリー学芸賞 『空洞化を超えて』
- 1998年 第14回大平正芳記念賞特別賞 『上海の産業発展と日本企業』

## 著書
- 『地域経済と地場産業 青梅機業の発展構造分析』新評論 1984
- 『伝統的地場産業の研究 八王子機業の発展構造分析』中央大学出版部 1985
- 『地域産業の開発プロジェクト 住工混在地域と中小零細工場』新評論 1990
- 『地域中小企業の構造調整 大都市工業と地方工業』新評論 叢書・現代の地域産業と企業 1991
- 『現代中国の地域産業と企業』新評論 1992
- 『現代ハイテク地域産業論』新評論 1993
- 『中国開放政策と日本企業』新評論 1993
- 『フルセット型産業構造を超えて 東アジア新時代のなかの日本』1993 中公新書
- 『地域経済と中小企業』1995 ちくま新書
- 『中国長江下流域の発展戦略』新評論 1995
- 『中国市場経済化と地域産業』新評論 1996
- 『空洞化を超えて 技術と地域の再構築』日本経済新聞社 1997 「現場発ニッポン空洞化を超えて」文庫
- 『上海の産業発展と日本企業』新評論 1997
- 『アジア新時代の日本企業 中国に展開する雄飛型企業』1999 中公新書
- 『新「モノづくり」企業が日本を変える』講談社 1999
- 『日本企業/中国進出の新時代 大連の10年の経験と将来』新評論 2000
- 『地域産業の未来 二一世紀型中小企業の戦略』2001 有斐閣選書
- 『小さな会社のIT活用法 どうすれば「仕事の幅」を広げられるか』PHP研究所 2001
- 『現場主義の知的生産法』2002 ちくま新書
- 『世界の工場/中国華南と日本企業』新評論 2002
- 『地域経済と地場産業 青梅機業の発展構造分析』新評論 2002
- 『「現場」学者中国を行く』日本経済新聞社 2003
- 『北東アジアの産業連携 中国北方と日韓の企業』新評論 2003
- 『現場主義の人材育成法』2005 ちくま新書
- 『ニッポンのモノづくり学 全国優秀中小企業から学べ!』日経BP社 2005
- 『二代目経営塾』日経BP企画 2006
- 『変革期の地域産業 モノづくり・まちおこしの「現場」から時代を読む』有斐閣 2006
- 『地域産業に学べ! モノづくり・人づくりの未来』日本評論社 2008
- 『地域産業の「現場」を行く 誇りと希望と勇気の30話』第1-10集 新評論 2008-17
- 『「農」と「食」の農商工連携 中山間地域の先端モデル・岩手県の現場から』新評論 2009
- 『「農」と「食」のフロンティア 中山間地域から元気を学ぶ』学芸出版社 2011
- 『東日本大震災と地域産業復興』1-5 新評論 2011-16
- 『地域を豊かにする働き方 被災地復興から見えてきたこと』2012 ちくまプリマー新書
- 『鹿児島地域産業の未来』新評論 2013
- 『中山間地域の「買い物弱者」を支える 移動販売・買い物代行・送迎バス・店舗設置』新評論 2015
- 『「地方創生」時代の中小都市の挑戦 産業集積の先駆モデル・岩手県北上市の現場から』新評論 2017
- 『北海道/地域産業と中小企業の未来 成熟社会に向かう北の「現場」から』新評論 2017
- 『日本の中小企業　少子高齢化時代の起業・経営・承継』中公新書、2017

### 共編著
- 『現代日本の中小機械工業 ナショナル・テクノポリスの形成』加藤秀雄共著 新評論 1990
- 『地域産業の振興戦略』柏木孝之共編 新評論 1990
- 『中小企業の先端技術戦略』居城克治共編 新評論 1991
- 『人手不足と中小企業』鵜飼信一共編 新評論 1992
- 『中小企業と地域インキュベータ』吉田敬一共編 新評論 1993
- 『テクノポリスと地域産業振興』加藤秀雄共編 新評論 1994
- 『地域産業時代の政策』西沢正樹共編 新評論 1995
- 『地方産業振興と企業家精神』一言憲之共編 新評論 1996
- 『21世紀型中小企業の経営戦略』新籾育雄共編 新評論 1997
- 『地域振興と産業支援施設』山田伸顕共編 新評論 1997
- 『中国自動車産業と日本企業』池谷嘉一共編 新評論 1997
- 『変貌する地場産業 複合金属製品産地に向かう"燕"』福田順子共編 新評論 1998
- 『サイエンスパークと地域産業』大野二朗共編 新評論 1999
- 『21世紀の地域産業振興戦略』小川正博共編著 新評論 2000
- 『挑戦する中国内陸の産業 四川、重慶の開発戦略』西澤正樹共著 新評論 2000
- 『モノづくりと日本産業の未来』富沢木実共編著 新評論 2000
- 『地域産業支援施設の新時代』三谷陽造共編 新評論 2001
- 『挑戦する企業城下町 造船の岡山県玉野』岡本博公共編 新評論 2001
- 『阪神復興と地域産業 神戸市長田ケミカルシューズ産業の行方』大塚幸雄共編 新評論 2001
- 『飛躍する中小企業都市 「岡谷モデル」の模索』辻田素子共編 新評論 2001
- 『21世紀型地場産業の発展戦略』佐藤日出海共編 新評論 2002
- 『モンゴル/市場経済下の企業改革』西澤正樹共編 新評論 2002
- 『現地化する中国進出日本企業』経営労働協会監修 範建亭共編 新評論 2003
- 『市町村合併の時代/中山間地域の産業振興』長崎利幸共編 新評論 2003
- 『地方小都市の産業振興戦略』横山照康共編 新評論 2004
- 『ベトナム/市場経済化と日本企業』経営労働協会監修 長崎利幸共編 新評論 2004
- 『インキュベータとSOHO 地域と市民の新しい事業創造』関幸子共編 新評論 2005
- 『台湾IT産業の中国長江デルタ集積』経営労働協会監修 編 新評論 2005
- 『元気の出る経営塾 ガンバル中小企業』編著 オーム社 2006
- 『現代中国の民営中小企業』経営労働協会監修編 新評論 2006
- 『地域ブランドと産業振興 自慢の銘柄づくりで飛躍した9つの市町村』及川孝信共編 新評論 2006
- 『中国自動車タウンの形成 広東省広州市花都区の発展戦略』経営労働協会監修 編 新評論 2006
- 『ビジネススクール流「知的武装講座」 pt.3』伊丹敬之,沼上幹,加護野忠男共著 プレジデント社 2006
- 『「食」の地域ブランド戦略』遠山浩共編 新評論 2007
- 『新「地域」ブランド戦略 合併後の市町村の取り組み』日本都市センター共編 日経広告研究所 2007
- 『地域産業振興の人材育成塾』編 新評論 2007
- 『地方圏の産業振興と中山間地域 希望の島根モデル・総合研究』編 新評論 2007
- 『中国の産学連携』編 新評論 2007
- 『「村」が地域ブランドになる時代 個性を生かした10か村の取り組みから』足利亮太郎共編 新評論 2007
- 『メイド・イン・チャイナ 中堅・中小企業の中国進出』経営労働協会監修 編 新評論 2007
- 『「B級グルメ」の地域ブランド戦略』古川一郎共編 新評論 2008
- 『信用金庫の地域貢献』鈴木眞人共編 新評論 2008
- 『中国華南/進出企業の二次展開と小三線都市 広東省韶関市の発展戦略』経営労働協会監修 編 新評論 2008
- 『中国郷鎮企業の民営化と日本企業 新たな産業集積を形成する「無錫」』経営労働協会監修 編 新評論 2008
- 『中小都市の「B級グルメ」戦略 新たな価値の創造に挑む10地域』古川一郎共編 新評論 2008
- 『「エコタウン」が地域ブランドになる時代』編 新評論 2009
- 『「ご当地ラーメン」の地域ブランド戦略』古川一郎共編 新評論 2009
- 『深玔テクノセンター 中小企業と若者に「希望」と「勇気」を』編 経営労働協会監修 新評論 2009
- 『中国辺境の地域産業発展戦略 西部大開発と寧夏回族自治区』編 経営労働協会監修 新評論 2009
- 『中山間地域の「自立」と農商工連携 島根県中国山地の現状と課題』松永桂子共編 新評論 2009
- 『農商工連携の地域ブランド戦略』松永桂子共編 新評論 2009
- 『中国東北「辺境」の重工業と食糧基地 黒龍江省チチハルの地域産業発展戦略』編 新評論 2010
- 『農産物直売所 それは地域との「出会いの場」』松永桂子共編 新評論 2010
- 『農と食島根新産業風土記』松永桂子,尾野寛明共著 山陰中央新報社 2010
- 『「農」と「食」の女性起業 農山村の「小さな加工」』松永桂子共編 新評論 2010
- 『「農」と「モノづくり」の中山間地域 島根県高津川地域の「暮らし」と「産業」』松永桂子共編 新評論 2010
- 『「村」の集落ビジネス 中山間地域の「自立」と「産業化」』松永桂子共編 新評論 2010
- 『「交流の時」を迎える中越国境地域 中国広西チワン族自治区の北部湾開発』池部亮共編 新評論 2011
- 『道の駅/地域産業振興と交流の拠点』酒本宏共編 新評論 2011
- 『沖縄地域産業の未来』編 新評論 2012
- 『集落営農 農山村の未来を拓く』松永桂子共編 新評論 2012
- 『震災復興と地域産業 (東日本大震災の「現場」から立ち上がる)』編（1-5） 新評論 2012-16
- 『6次産業化と中山間地域 日本の未来を先取る高知地域産業の挑戦』編 新評論 2014
- 『道の駅/地域産業振興と交流の拠点』酒本宏共編 新評論 2016
- 『農と食島根新産業風土記』尾野寛明・松永桂子共著 山陰中央新報社 2017